# Thomas en Senior
Thomas en Senior en de grote goudroof, kortweg Thomas en Senior is een Nederlandse jeugdserie uit 1985, geschreven door Piet Geelhoed en Karst van der Meulen. De serie draaide om het jongetje Thomas (gespeeld door Bart Steenbeek) dat bevriend was met een oudere weduwnaar (gespeeld door Lex Goudsmit) die eigenlijk Gerrit van Dijk heette, maar door iedereen Senior werd genoemd. De serie werd in het voorjaar van 2005 en de zomer van 2006 enkele malen herhaald op de Nederlandse televisie. In oktober 2007 verscheen de complete serie op dvd.

## Verhaal

### De grote goudroof
De serie begint wanneer het basisschooljongetje Thomas de oude weduwnaar Senior leert kennen. Aanvankelijk vindt Thomas Senior maar een ouwe brompot, maar langzamerhand worden ze bevriend en hebben ze het beste met elkaar voor. In de serie krijgt het tweetal te maken met een zakkenrollersbende die Senior's gouden horloge steelt. Senior zet alles op alles om zijn eigendom terug te krijgen. Als Thomas bij toeval een geheimzinnig pakje in handen krijgt, proberen boeven, die denken dat Senior over het pakje beschikt, Senior te pakken te krijgen en hem uit te horen. Thomas en Senior denken dat het de zakkenrollers zijn die Senior een voet dwars willen zetten, maar in werkelijkheid blijkt het om een bende te gaan die met behulp van de inhoud van het pakje een Egyptische goudschat, die gevonden werd door de archeoloog professor Drenth, buit willen maken.

### Op het spoor van Brute Berend
Er werd ook een speelfilm gemaakt, nl. Thomas en Senior op het spoor van Brute Berend. Terwijl Thomas stiekem een contactadvertentie voor Senior plaatst (want hij vindt het zo zielig dat Senior altijd maar in zijn eentje thuis is), maakt Senior een schatkaart over een fictieve Brute Berend. Senior is van plan om in het bos een verrassing te verstoppen, en met een schatkaart probeert hij daar wat spanning in te brengen. Wanneer Thomas de schatkaart vindt, loopt het echter totaal anders dan Senior gepland had, omdat Thomas de kaart vol enthousiasme in de publiciteit brengt. Een commercieel bedrijf, dat de hulp van professor Drenth inschakelt, en zelfs de zakkenrollers, die we nog uit de serie kennen, proberen de schatkaart in handen te krijgen.

## Rolverdeling
| Acteur                | Personage                       | Opmerkingen            |
| --------------------- | ------------------------------- | ---------------------- |
| Hoofdrollen           |                                 |                        |
| Bart Steenbeek        | Thomas                          |                        |
| Lex Goudsmit          | Senior (Van Dijk)               |                        |
| Bijrollen             |                                 |                        |
| Karin van Ee          | Sandra                          |                        |
| Cees Heijne           | Harm                            |                        |
| Carol van Herwijnen   | Commissaris van Dijk            |                        |
| Els Ingeborg Smits    | Moeder van Thomas               |                        |
| Leoni Jansen          | Presentatrice / Verslaggeefster |                        |
| Ragnar Koot           | Jeroen                          |                        |
| Martijn van der Geest | Mark                            |                        |
| Erik Meijer           | Vader van Thomas                |                        |
| Jan Simon Minkema     | Dirk                            | Boef vermomd als vrouw |
| Elvira Molenaar       | Hanneke                         | Zusje van Thomas       |
| Joost Prinsen         | Govert                          |                        |
| Henk van Ulsen        | Professor Drenth                | Archeoloog             |
| Toon Agterberg        | Jasper                          |                        |
| Tim Beekman           | Kok                             |                        |
| Joke van den Berg     | Dame                            |                        |
| Peter Bolhuis         | Willem                          |                        |
| Bertus Botterman      | Man op de televisie             | Uncredited             |
| Gerard Cox            | Uitgever                        |                        |
| Georgette Hagedoorn   | Baronesse                       |                        |
| Frans Kokshoorn       | Burgemeester                    |                        |
| Hugo Koolschijn       | Ruud                            |                        |
| Frits Lambrechts      | Karel                           |                        |
| Johan Ooms            | Butler Herman                   |                        |
| Piet Römer            | Chauffeur                       |                        |
| Riek Schagen          | Oma van Thomas en Hanneke       |                        |
| Harmen Siezen         | Televisienieuwslezer            |                        |

### Alleen in de film
| Acteur/actrice    | Personage                     |
| ----------------- | ----------------------------- |
| Jantine de Jonge  | presentatrice Hier en Nu      |
| Arend Langenberg  | radionieuwslezer (uncredited) |
| Jérôme Reehuis    | Mulder                        |
| Cor van Rijn      | Leraar Hageman                |
| Marijke Veugelers | journaliste                   |

## Afleveringen
| Aflevering | Titel                         | Uitzenddatum     |
| ---------- | ----------------------------- | ---------------- |
| 1          | De grote goudroof             | 1 oktober 1985   |
| 2          |                               | 8 oktober 1985   |
| 3          |                               | 15 oktober 1985  |
| 4          |                               | 22 oktober 1985  |
| 5          |                               | 29 oktober 1985  |
| 6          |                               | 5 november 1985  |
| 7          |                               | 12 november 1985 |
| 8          | Op het spoor van Brute Berend | 7 mei 1988       |
| 9          |                               | 14 mei 1988      |
| 10         |                               | 21 mei 1988      |
| 11         |                               | 28 mei 1988      |

## Productie
Na zijn succesvolle films en televisieseries Martijn en de Magiër, De Bende van Hiernaast en De Zevensprong, die allen aan het buitenland werden verkocht, startte regisseur Karst van der Meulen in 1984 met een zogenaamd dubbelproject: een televisieserie én een daar op gebaseerde bioscoopfilm die kort na elkaar zouden verschijnen, maar tegelijkertijd werden opgenomen. Net als veel van zijn vorige werk, schreef hij Thomas en Senior samen met Piet Geelhoed. Zowel serie als film zijn te vergelijken met eerder verschenen series als Q & Q en De Zevensprong waarin het om jeugdige hoofdrolspelers draait die spannende avonturen beleven. Voor zijn zoektocht naar de geschikte spelers bezocht Van der Meulen in totaal zo'n 4.000 leerlingen van diverse basisscholen, waaruit uiteindelijk een groep van vijf kinderen ontstond.
De opnamen begonnen op 2 juli 1984 en duurden tot midden oktober van datzelfde jaar. Soest en Baarn dienden als filmlocaties, met meer specifiek onder andere een supermarkt, Rabobank-vestiging, ziekenhuis, restaurant en diverse straten en kruispunten in beide Utrechtse gemeenten.